# Breakcore
El breakcore es un estilo musical de música electrónica muy influido por el drum and bass y la música industrial que está caracterizado por el uso de bombos potentes y distorsionados, breaks (también conocidos como amen breaks) y una amplia gama de samples, todo ello tocado a velocidades muy altas.

## Historia
Durante los inicios en los que el "hardcore techno" o solo "hardcore" empezó a asentarse en Europa, el breakcore como género empezó a tomar formas más concretas en otras partes del mundo. Inspirado por nuevas discográficas como Addict, de Milwaukke, USA; Peace Off de Rennes, Francia; Sonic Belligeranza, de Bologna, Italia; y Planet Mu, de Londres, Inglaterra, empezó a tomar una nueva forma, añadiendo más elementos de mashup y IDM a los sonidos hardcore. Cada una de estas discográficas comenzaron a crear aspectos de su propia escenas estéticas y sociales, permitiendo hacer más ancha la definición de lo que es posible en la música. En notes on Breakcore , Society Suckers explicó que el breakcore salió de la cultura rave acid techno de 1990 y el menosprecio por los neonazis y su asociación al hardcore.[cita requerida]
En Europa, el género breakcore se solidificó por las raves y eventos de clubs como Belgium's Breakcore Gives Me Wood, presentando actuaciones locales como UndaCova y Sickboy; Breakcore A Go Go, en Netherlands, el cual fue organizado por FFF y Bong-Ra; como también Anticartel, en Rennes the seat of PeaceOff, y más tarde, Wasted, en Berlín y Bangface en Londres.
El breakcore ha sido sujeto a cambiar y dividirse. algunos nuevos artistas breakcore (como Mochipet) se centran en progresiones melódicas y programaciones complejas de percusión mientras otros artistas se centran en ritmos rotos de hardcore distorsionado e influencias oscuras (como el heavy metal, hardcore punk e industrial). El artista Venetian Snares ha producido breakcore mezclado con elementos de música clásica. otros músicos como Shitmat, Sickboy, DJ Scotch Egg, y Drop the Lime toman otra dirección a través de mash-ups, happy hardcore, y rave para hacer un sonido más ligero y humorístico. El ascenso del Chiptune también se ha mezclado con el breakcore con artistas como Tarmvred.
La escena UK Free Party también ha expresado un gran interés en producir y distribuir sus propias tomas en el breakcore, con equipos y discográficas como Life4land, Headfuk y Bad Sekta ayudando a impulsar la escena y sonido, al igual que acercando a artistas internacionales a tocar en sus fiestas y clubs de noche. El breakcore está constantemente ganando popularidad, y artistas aspirantes son encontrados dispersos a través de internet.
En Breakcore: Identity and Interaction on Peer-to-Peer, el sociólogo Andrew Whelan ha anotado que Venetian Snares se ha transformado en "tan sinónimo de breakcore como de estilos alternativos marginados" él añade que el breakcore es el mejor ejemplo de un género musical cuyo desapoyo está intrínsecamente unido a la distribución en línea y "peer-to-peer"

## Características
No existe una definición únivoca del breakcore como género musical, puesto que se tiende a considerar como una etiqueta que engloba diferentes estilos musicales relacionados.  
La característica que define el breakcore es el trabajo sobre las baterías, que a menudo se basa en la manipulación de la ruptura del amen break y otros breaks clásicas del jungle y el hip-hop, a un alto BPM. Las técnicas aplicadas para lograr esto difieren de un músico a otro, algunos prefieren cortar y reorganizar los breaks, mientras que otros simplemente distorsionan y crean un loop o aplican varios efectos como delay y chorus para alterar el timbre del sample. 
El sonido distorsionado de batería y bajo de la Roland TR-909 también es habitual. Ambos elementos han llevado a definir el estilo como "gabber kicks and amen breaks" ("bombos de gabber y amen breaks"). 
Según Simon Reynolds de The New York Times, "[el breakcore] presentado por artistas como DJ / Rupture y Teamshadetek, la música [breakcore] combina líneas de bajo retumbantes, ritmos inquietos y voces de estilo ragga granuladas para crear un sustituto de escucha casera de una fiesta de sistemas de sonido jamaicano. Otros dentro del género breakcore, como Knifehandchop, Kid606 y Soundmurderer, se remontan a los primeros días del rave, su música evoca el fervor ruidoso de una época en que grandes multitudes agitaban sus extremidades con un aluvión de ruido abstracto y ritmo convulsivo. Es un espejismo auditivo conmovedor de una época en que la música tecno se hizo para la vanguardia popular en lugar de una élite conocedora, como lo es hoy ".
Melódicamente, no existe ningún elemento definitorio ni cohesionador en el breakcore. Es frecuente contar con la presencia de sonidos típicos de la época rave así como con sonoridades ácidas. Sin embargo, el breakcore ha sampleado elementos musicales que abarcan todo el espectro auditivo, desde sonidos de la naturaleza hasta piezas de música clásica.

### Raggacore
El Raggacore es un tipo de breakcore que está muy influido por el ragga jungle, un tipo de música que claramente está en el origen del breakcore, y que se caracteriza por la fusión de ritmos y vocales de dancehall con el jungle clásico. Entre los representantes más significativos de esta variante del breakcore están Bong-Ra, Enduser, Renard y FFF.

### Otras influencias
También existen artistas breakcore influidos por otros estilos como cyberpunk, anime, 8 bit, Música clásica, hip hop y sobre todo digital hardcore.

## Influencias
En Londres, DJ Scud cofundó[cuando?] Ambush Records con su compañero productor Aphasic para centrarse en hardcore más orientado al ruido extremo de percusión y bajo. Algunos artistas publicados en Ambush son Christoph Fringeli, Slepcy, The Panacea, y Noize Creator. Las canciones de Scud y Nomex como Total Destruction ayudaron a crear la base para la mayoría del sonido breakcore: un alto bpm, mash-up de hyperkinetic, post-jungle breaks, feedback, noise, y sample de la canción Done Pt. 2 de Admiral Bailey pareados con una actitud 'devil-may-care' para hacer ver que tira de un abierto espectro musical (hip-hop, rock, industrial, pop y beyond)"
Al mismo tiempo, Bloody Fist Records, situado en Newcastle, Australia publicó algunos trabajos de hardcore/gabber, industrial, y noise. Los artistas que firmaron con Bloody Fist en su tiempo de vida incluyen a Syndicate, Xylocaine, Epsilon y Nasenbluten. Mark Newlands, el fundador de la discográfica dijo en 1997 "Creo que la incomodidad viene también de una reacción de la cultura mainstream y popular que se nos tira a la garganta constantemente, que ha forzado a la gente vía televisión, radio, etc. Creo que eso alimenta el fuego y mantiene la agresividad e incomodidad."  Newlands ha descrito su música como producto de "la mentalidad del copiar y pegar" y un ambiente industrial. En su Experimental Music, Gail Priest acredita a la discográfica como globalmente reconocida por su contribución al género Breakcore, y por dinamizar su desarrollo en los 1990s. El sonido de Bloody Fist se volvió breakcore desde lo que fue el género noise, con elementos adjuntados de altos beats por minuto.

## Recepción
La revista Vice ha comparado el género a tipos de música usados durante los interrogatorios de Guantanamo Bay. La revista ha elogiado a Venetian Snares como el hito de su género.

## Distribución y artistas
El Breakcore esta largamente distribuido por la web en formato de MP3's en diversos foros y páginas independientes. Existen también sellos discográficos que producen vinilos, como Low Res Records, Zhark Records y Adnoiseam, que también los distribuye vía MP3. Algunos artistas reconocidos por su trayectoria en el underground breakcore son: Nick Blast, Dev/null, DR kontra, Venetian Snares , Igorrr, Antilove , Mariano(Quatros), Sickboy, Narcopsy, GreenSkull, Clonepa (DJ Clonepa) Headshot, Stazma, Hécate, Maladroit, Maruosa, Nataniael Aguirre ( dj embolia ), YZYX, Adreim999, Ebola, Wisp, Qbias o Zinica Deicida.

## Artistas remarcables
| - Zardonic - Bong-Ra - Doormouse - Alec Empire - Enduser - The Flashbulb | - Jason Forrest (Donna Summer) - Hecate - Igorrr - DJ Clonepa - Machine Girl - Kid606 - Squarepusher | - Knifehandchop - Parasite - Shitmat - Venetian Snares - Xanopticon - Baker Ya Maker - Devilish Trio - GGrim - Sewerslvt/Cynthonni |